# Samani
Samani (w transliteracji z pisma klinowego Sa-ma-a-ni, w transkrypcji Samāni) – król Asyrii według Asyryjskiej listy królów, syn Hale i ojciec Hajani.